# Hans Kindler
Hans Kindler (Róterdam, Países Bajos, 8 de enero de 1892-30 de agosto de 1949) fue un violonchelista y director de orquesta estadounidense de origen neerlandés, especialmente recordado por haber sido el fundador en 1931 de la Orquesta Sinfónica Nacional de Estados Unidos.
Además Kindler fue el primer director musical de dicha orquesta, desde su fundación en 1931 hasta 1949, siendo sucedido por Howard Mitchell.